# WTA-toernooi van Abu Dhabi
Het WTA-toernooi van Abu Dhabi is een tennistoernooi voor vrouwen dat wordt georganiseerd in Abu Dhabi, de hoofdstad van de Verenigde Arabische Emiraten. De officiële naam van het toernooi is Abu Dhabi Open.
De WTA organiseert het toernooi, dat in de categorie "WTA 500" valt en wordt gespeeld op de hardcourtbuitenbanen van het Zayed Sports City International Tennis Centre.
Het toernooi werd in 2021 voor het eerst gehouden, gewonnen door Wit-Russin Aryna Sabalenka. Het werd overgeslagen in 2022 en in 2023 voortgezet. Deze tweede editie werd met half zoveel deelnemers gespeeld als de eerste.

Abu Dhabi

## Meervoudig winnaressen enkelspel
| speelster      | aantal titels | in de jaren |
| -------------- | ------------- | ----------- |
| Belinda Bencic | 2             | 2023, 2025  |

## Finales

### Enkelspel
| Datum      | Naam                          | Cat.          | ($)           | Ondergrond        | Winnares        | Verliezend finaliste  | Uitslag       |               |
| ---------- | ----------------------------- | ------------- | ------------- | ----------------- | --------------- | --------------------- | ------------- | ------------- |
| 2021-01-06 | Abu Dhabi Women's Tennis Open | WTA 500       | 565.530       | hardcourt, buiten | Aryna Sabalenka | Veronika Koedermetova | 6-2, 6-2      | details       |
| 2022       | geen toernooi                 | geen toernooi | geen toernooi | geen toernooi     | geen toernooi   | geen toernooi         | geen toernooi | geen toernooi |
| 2023-02-06 | Mubadala Abu Dhabi Open       | WTA 500       | 780.637       | hardcourt, buiten | Belinda Bencic  | Ljoedmila Samsonova   | 1-6, 7-6, 6-4 | details       |
| 2024-02-05 | Mubadala Abu Dhabi Open       | WTA 500       | 922.573       | hardcourt, buiten | Jelena Rybakina | Darja Kasatkina       | 6-1, 6-4      | details       |
| 2025-02-03 | Mubadala Abu Dhabi Open       | WTA 500       | 1.064.510     | hardcourt, buiten | Belinda Bencic  | Ashlyn Krueger        | 4-6, 6-1, 6-1 | details       |

### Dubbelspel
| Datum      | Naam                          | Cat.          | ($)           | Ondergrond        | Winnaressen                       | Verliezend finalistes           | Uitslag          |               |
| ---------- | ----------------------------- | ------------- | ------------- | ----------------- | --------------------------------- | ------------------------------- | ---------------- | ------------- |
| 2021-01-06 | Abu Dhabi Women's Tennis Open | WTA 500       | 565.530       | hardcourt, buiten | Shuko Aoyama Ena Shibahara        | Hayley Carter Luisa Stefani     | 7-6, 6-4         | details       |
| 2022       | geen toernooi                 | geen toernooi | geen toernooi | geen toernooi     | geen toernooi                     | geen toernooi                   | geen toernooi    | geen toernooi |
| 2023-02-06 | Mubadala Abu Dhabi Open       | WTA 500       | 780.637       | hardcourt, buiten | Luisa Stefani Zhang Shuai         | Shuko Aoyama Chan Hao-ching     | 3-6, 6-2, [10-8] | details       |
| 2024-02-05 | Mubadala Abu Dhabi Open       | WTA 500       | 922.573       | hardcourt, buiten | Sofia Kenin Bethanie Mattek-Sands | Linda Nosková Heather Watson    | 6-4, 7-6         | details       |
| 2025-02-03 | Mubadala Abu Dhabi Open       | WTA 500       | 1.064.510     | hardcourt, buiten | Jeļena Ostapenko Ellen Perez      | Kristina Mladenovic Zhang Shuai | 6-2, 6-1         | details       |